# Kim Lumley
Kim Lumley (ca. 1982) is een Brits waterskiester.

## Levensloop
Lumley begon met waterskiën in 1996. Ze werd tweemaal wereldkampioen en viermaal Europees kampioen in de Formule 1 van het waterski racing. Daarnaast won ze vijfmaal de Diamond Race viermaal de Amerikaanse Catalina Race en in 2006 de Australische Sydney Bridge to Bridge race. Ook werd ze zevenmaal Brits kampioene en nam ze in 2006 deel aan de mannencompetitie van het kampioenschap, die ze won.
In 2009 werd ze verkozen tot 'EAME vrouwelijk atlete van het jaar' en in 2016 werd ze opgenomen in de 'Water Ski Racing Hall of Fame'.

## Palmares
- Wereldkampioenschap: 2005 en 2009
- Wereldkampioenschap: 2007
- Europees kampioenschap: 2002, 2004, 2006 en 2008
- Europees kampioenschap: 2000